# Яша Хайфец
Яша Хайфец (на английски: Jascha Heifetz) е американски цигулар.

## Биография
Роден е на 2 февруари 1901 година във Вилно в еврейско семейство на музикант. Започва да свири на цигулка в много ранна възраст, като на 7 години изнася първите си концерти, а от 1910 година учи в Санктпетербургската консерватория.
През 1917 година семейството му емигрира в Съединените щати, където Хайфец веднага придобива широка известност и през следващите десетилетия е сред водещите цигулари в световен мащаб. От 60-те години на XX век се концентрира върху преподаването, а след операция на рамото през 1972 година прекратява концертната си дейност.
Яша Хайфец умира след тежко падане в дома си в Лос Анджелис на 10 декември 1987 година.